# Johann Joseph II. von Stillfried und Rattonitz
Johann Joseph II. Graf von Stillfried und Rattonitz (* 1. Juni 1762 in Neurode, Landkreis Glatz; † 23. Oktober 1805 in Kudowa, Landkreis Glatz) war ein preußischer Kammerherr und Gutsherr in der Grafschaft Glatz in Schlesien.

## Leben
Seine Eltern waren Michael von Stillfried und Rattonitz (1730–1796) und Carolina von Giese (1736–1815), die zunächst der Krone Böhmen unterstanden. Erst nach dem Ersten Schlesischen Krieg 1742 geriet die Grafschaft Glatz an Preußen. 
Johann Joseph II. wurde 1792 von Kaiser Franz II. zum Reichsgraf ernannt, 1794 wurde er preußischer Graf. Nach dem Tod ihres Vaters 1796 teilten die beiden Brüder das Erbe: Johann Joseph erhielt Neurode, Deutsch Tscherbeney und Ludwigsdorf, sein Bruder Friedrich August (1763–1814) erhielt Rückers, Schnallenstein, Rosenthal und Ebersdorf.
Nach dem Tod Johann Josephs 1805 übernahm sein Bruder Friedrich August das Stammgut Neurode, das er 1813 an den Grafen Anton Alexander von Magnis verkaufte. Beide waren schon verwandtschaftlich verbunden, da die Ehefrau des Grafen Magnis Louise (1763–1848) und Johann Josephs Ehefrau Elisabeth von Götzen (1765–1802) Schwestern waren.

## Familie
Johann Joseph II. heiratete am 5. August 1789 in Neurode Elisabeth von Götzen (1765–1802), eine Tochter von Friedrich Wilhelm Freiherr von Götzen (1734–1794), Gouverneur der Grafschaft Glatz. Dieser Ehe entstanden sechs Kinder:
- Ludwig (1790–1865), preußischer Generalmajor – verheiratet ab 1829 mit Luise von Thermo (1806–1892), eine Tochter von Gustav von Thermo (1762–1835), Landrat des Kreises Calau
- Charlotte (1792–1853)
- Wilhelmine (1793–1848)
- Wilhelm (1794–1852) – verheiratet ab 1832 mit Franziska Padiera (1815–1881)
- Hermann (1796–??) – verheiratet ab 1828 mit Henriette von Natzmer (1806–1849)
- Anton (1799–1851)